# (21551) Geyang
(21551) Geyang (1998 QH45) – planetoida z pasa głównego asteroid okrążająca Słońce w ciągu 5,45 lat w średniej odległości 3,1 j.a. Odkryta 17 sierpnia 1998 roku.